# سارا فانتینی
سارا فانتینی (ایتالیایی: Sara Fantini؛ زادهٔ ۱۶ سپتامبر ۱۹۹۷)  پرتاب‌گر چکش زن اهل ایتالیا است.